# Урочище Тазбас
Тазбас — урочище, участок, отличный от ландшафта, окружающего данную местность, на котором располагаются своеобразные каменные образования, сложившиеся под влиянием и воздействием естественных сил природы (осадки, ветровая деятельность). В переводе с казахского языка означает «плешивый», то есть без растительности.

## Местоположение
Памятник природы расположен в Аксуском районе Алма-Атинской области, в Джунгарском (Жетысуском) Алатау.

## Описание
В юго-восточной части долины Баянжурек на высоте 1300—1400 метров над уровнем моря находится интересное место, именуемое в народе урочище Тазбас. Сама долина Баян-Журек, или Баянжарык (могучее сердце) протянулась у подножия северных склонов гор Мыншукыр и Каратау, которые плавно переходят в северные склоны Джунгарского Алатау. Урочище Тазбас — место, где природа ваяла каменные скульптуры всевозможных форм и размеров, на удивление гладко отшлифованных и даже отполированных природой. Попав сюда, и подключив свою фантазию, вокруг можно увидеть и головы великанов, и загадочных животных, и даже застывшие на бегу волны. Некоторые каменные изваяния даже напоминают дольме́ны (от брет. taol maen — каменный стол) — древние погребальные и культовые сооружения, относящиеся к категории мегалитов.
Здесь хорошие выпасы для скота, расположены летовки и зимовки пастухов и чабанов. В долине сосредоточено большое количество археологических достопримечательностей, древних некрополей. Также в горах Баянжурек можно увидеть пять групп петроглифов, относящихся к эпохе бронзы и раннего железного века.